# 本四備讃線
本四備讃線（ほんしびさんせん）は、岡山県倉敷市の茶屋町駅から瀬戸大橋を渡り、香川県綾歌郡宇多津町の宇多津駅に至る、西日本旅客鉄道（JR西日本）・四国旅客鉄道（JR四国）の鉄道路線（幹線）である。
1988年（昭和63年）に開通した、6つの橋梁からなる瀬戸大橋で瀬戸内海を渡り、本州と四国を結ぶ旅客・貨物鉄道輸送を担っている。JR西日本とJR四国による旅客輸送に加えて、日本貨物鉄道（JR貨物）が四国と本州を結ぶ貨物列車を運行している。
宇野線・予讃線の一部を合わせた岡山駅 - 高松駅間に「瀬戸大橋線」の愛称がつけられている。交通新聞社発行の『JR時刻表』をはじめとする旅客向けの案内や、報道においても「瀬戸大橋線」と記されることが多く、「本四備讃線」という表現はほとんど使用されていない。

## 概要
瀬戸大橋は道路（瀬戸中央自動車道）との併用橋となっており、本四備讃線は道路の下部を通る。アプローチ区間は本州側が高架とトンネル、四国側が高架線となっている。
瀬戸大橋は橋上の鉄道施設を含め日本高速道路保有・債務返済機構（高速道路機構）が所有し、機構からJR四国に鉄道施設が貸し付けられているが、高速道路機構は鉄道事業法第59条の規定により、第三種鉄道事業者として適用されず、同法同条2項の規定によって、JR四国が第一種鉄道事業者とみなされている。
JR西日本が保有する区間は、岡山支社の直轄である。当該区間に2016年（平成28年）3月26日から導入されたラインカラーは青（■）、路線記号は「M」である。JR四国が保有する区間はラインカラーを設定しておらず、路線図などでは当該区間も含めた本四備讃線全線をJR西日本のコーポレートカラーで表現しているものや、予讃線と同一の表現も存在する。
全線がIC乗車カード「ICOCA」および「SHIKOKU ICOCA」のエリアに含まれている。また児島駅 - 宇多津駅間には、1996年（平成8年）1月10日から加算運賃（2019年10月1日時点で110円）が設定され、道路との共用部の維持費として支払われる「本四利用料」や、軌道の維持費などの一部に充当されている。
本四備讃線建設に係る鉄道債務の額は、長期借入金に係るものとしての債務総額約1886億7200万円、本州四国連絡橋債券に係るものとして債券総額約4250億3200万円の合計、約6117億400万円と定められている。これらは本来は国鉄が負担すべきものであったが、国鉄分割民営化に伴い日本国有鉄道清算事業団（日本鉄道建設公団）が負担した。

### 路線データ
- 管轄・路線距離（営業キロ）：全長31.0km
  - JR西日本（第一種鉄道事業者）
    - 茶屋町駅 - 児島駅間 12.9km

  - JR四国（第一種鉄道事業者）
    - 児島駅 - 宇多津駅間 18.1km

  - JR貨物（第二種鉄道事業者）
    - 茶屋町駅 - 児島駅 - 宇多津駅間 (31.0km)
- 軌間：1067mm
- 駅数：6（起終点駅含む）
  - JR西日本：5
  - JR四国：1（児島駅除く）
    - 本四備讃線所属駅に限定した場合、宇野線所属の茶屋町駅と予讃線所属の宇多津駅[14]が除外され、4駅となる（これらはすべてJR西日本所属。JR四国としての本四備讃線所属駅はない）。
- 複線区間：全線
- 電化区間：全線（直流1500V）
- 閉塞方式：自動閉塞式
- 最高速度：
  - 茶屋町駅 - 児島駅間 130km/h
  - 児島駅 - 宇多津駅間 120km/h
- 運転指令所：
  - 茶屋町駅 - 児島駅間 中国総合指令所岡山指令所
  - 児島駅 - 宇多津駅間 高松指令所

### 利用状況

#### 平均通過人員
各年度の平均通過人員（人/日）は以下のとおりである。
| 年度                   | 平均通過人員（人/日）              | 平均通過人員（人/日）            | 出典          |
| 年度                   | JR西日本区間 （茶屋町駅 - 児島駅） | JR四国区間 （児島駅 - 宇多津駅） | 出典          |
| ---------------------- | ---------------------------------- | -------------------------------- | ------------- |
| 2013年度（平成25年度） | 27,004                             | 21,716                           | [ 15 ] [ 16 ] |
| 2014年度（平成26年度） | 27,170                             | 21,669                           | [ 17 ] [ 16 ] |
| 2015年度（平成27年度） | 28,144                             | 23,309                           | [ 18 ] [ 19 ] |
| 2016年度（平成28年度） | 28,680                             | 23,962                           | [ 20 ] [ 19 ] |
| 2017年度（平成29年度） | 29,026                             | 24,583                           | [ 21 ] [ 22 ] |
| 2018年度（平成30年度） | 28,487                             | 23,990                           | [ 23 ] [ 22 ] |
| 2019年度（令和元年度） | 27,732                             | 23,017                           | [ 24 ] [ 22 ] |
| 2020年度（令和02年度） | 15,279                             | 10,642                           | [ 25 ] [ 26 ] |
| 2021年度（令和03年度） | 17,155                             | 12,592                           | [ 27 ] [ 28 ] |
| 2022年度（令和04年度） | 22,486                             | 17,980                           | [ 29 ] [ 30 ] |
| 2023年度（令和05年度） | 25,244                             | 22,270                           | [ 31 ] [ 32 ] |

#### 収支・営業系数
JR四国区間（児島駅 - 宇多津駅間）における各年度の収支（営業収益、営業費、営業損益）、営業係数は以下のとおりである。営業系数は共通費を含んだ金額であり、2022年度（令和4年度）からは営業費と営業損益についても、共通費を含んだ金額が開示されている。▲は赤字を意味する。
| 年度                   | 収支（百万円） | 収支（百万円） | 収支（百万円） | 営業 係数 （円） | 出典   |
| 年度                   | 営業 収益      | 営業費         | 営業 損益      | 営業 係数 （円） | 出典   |
| ---------------------- | -------------- | -------------- | -------------- | ---------------- | ------ |
| 2019年度（令和元年度） | 3,299          | 3,284          | 15             | 100              | [ 33 ] |
| 2020年度（令和02年度） | 1,441          | 2,978          | ▲1,537         | 207              | [ 34 ] |
| 2021年度（令和03年度） | 1,752          | 2,188          | ▲435           | 125              | [ 35 ] |
| 2022年度（令和04年度） | 2,594          | 2,372          | 222            | 91               | [ 36 ] |
| 2023年度（令和05年度） | 3,314          | 2,413          | 901            | 73               | [ 37 ] |

## 沿線概況
宇野線との分岐駅である茶屋町駅は本四備讃線専用のホームがなく、茶屋町駅を発車するとしばらく宇野線と同じ線路上を走行し、宇野線が右に分かれていく。左にカーブしてもなお宇野線は本四備讃線の高架下を走行し、右にカーブすると左手には引き続き直進していく宇野線が見える。その先で植松駅を過ぎると、すぐに蟻峰山トンネル・福南山トンネル・児島トンネルと立て続けに通過し、トンネル間に木見駅・上の町駅が設けられている。児島トンネルを出ると瀬戸内海が見え、繊維（アパレル）産業で栄えている児島駅に到着し、JR西日本の区間が終わる。
児島駅を出ると、JR四国の区間に入り、鷲羽山の山麓を進み、瀬戸中央自動車道の交点付近で神道山トンネル・鷲羽山トンネルを通過し、瀬戸大橋を渡り始める。神道山トンネルでは複線でトンネルに入るが、トンネルの途中から鷲羽山トンネルに接続して上下線で分かれて、鷲羽山トンネルおよび瀬戸大橋では、上り線が構想中の四国横断新幹線用の下り線を、下り線が在来線用の上り線を使用している。そのため、瀬戸大橋は在来線と新幹線を合わせて4線敷設できるように考慮されているが、現在は中央の2線しか線路が敷設されていない。櫃石島 - 与島間は人家に近く開業後に騒音問題になったことから、これらの区間を通過する際は騒音を抑え、環境基準の75ホン以下にするため速度を落として運転している。
JR四国では、一部区間を除いて風速が30m/s以上になると列車の運転を見合わせることになっているが、本路線は海上を走行することから、瀬戸大橋上での風速規制値は25m/s以上と厳しく設定されている。瀬戸大橋に設置されている風速計は信号機と連動しており、風速規制値を超えると自動的に停止信号を現示し、風が弱まるまで列車を安全な場所に停車させる。また、閉塞信号機の配置によって、橋上に3列車以上が同時に在線しないようになっている。
吊り橋の荷重制限から1列車の重量は最大1400tまで、1橋には（上下線合わせて）同時に2列車までという運転上の制限があることから、閉塞信号機はすべて陸地にあたる高架橋部に設置されている。また、列車火災に備えて櫃石島と与島の高架橋部には消火設備と避難通路が備えられている。
四国に入ると工業地帯を通過し、瀬戸中央自動車道と分かれて右にカーブし、快速「マリンライナー」など坂出駅へと向かう連絡線が左へ分岐するが、特急「しおかぜ」などは直進し、宇多津駅に到着する。
全線を通してほとんどが橋梁・高架およびトンネルであるため、地平を走行する区間はなく、踏切は1か所も設けられていない。

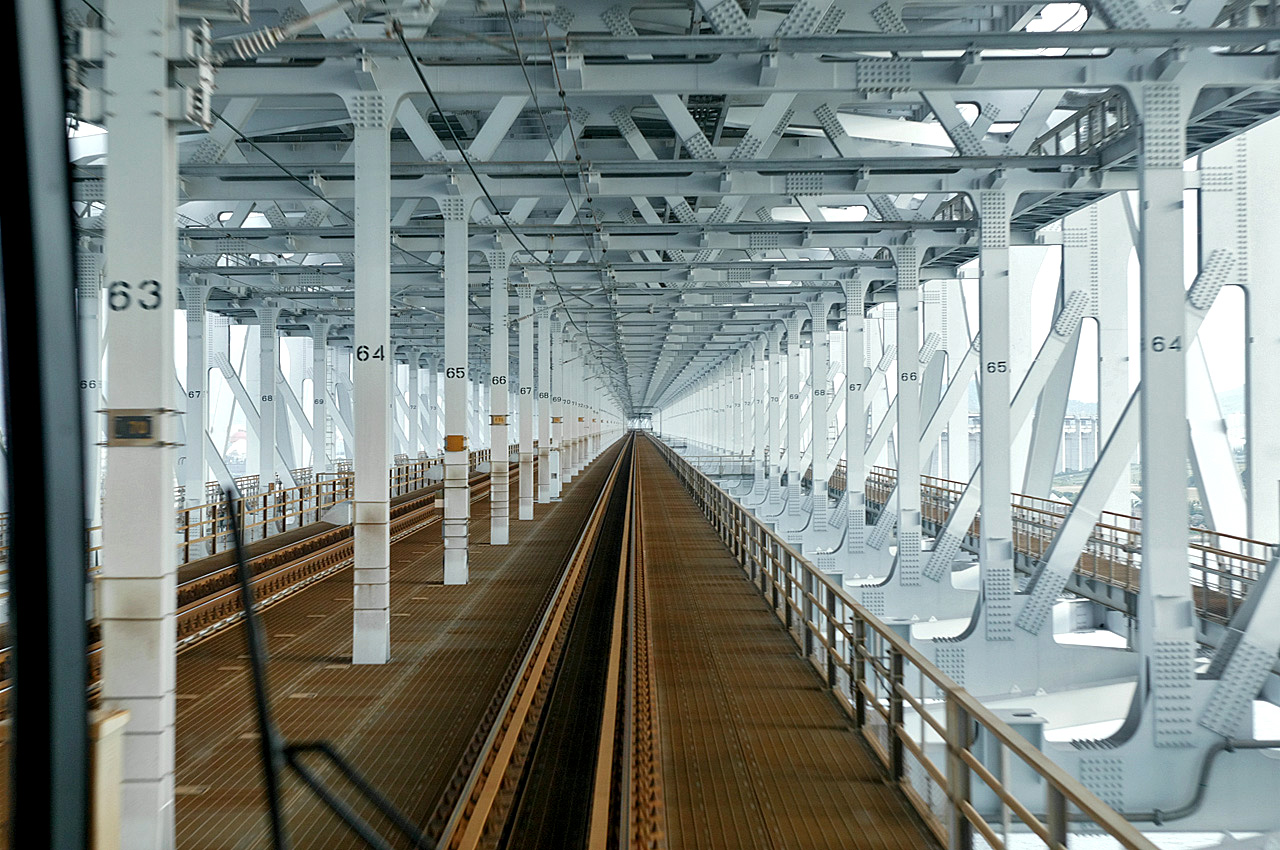
瀬戸大橋の鉄道部分
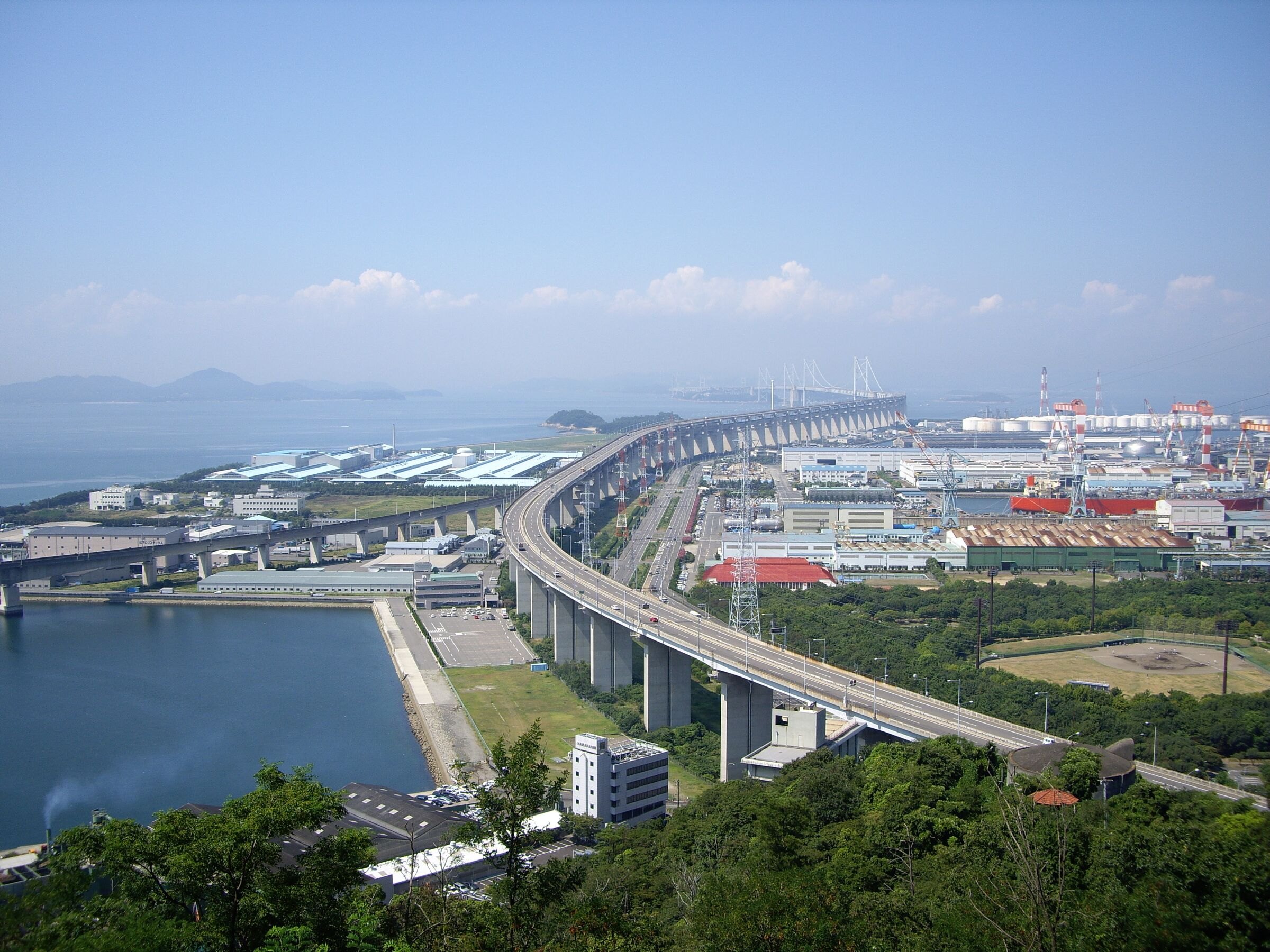
四国側の鉄道と道路の合流点付近
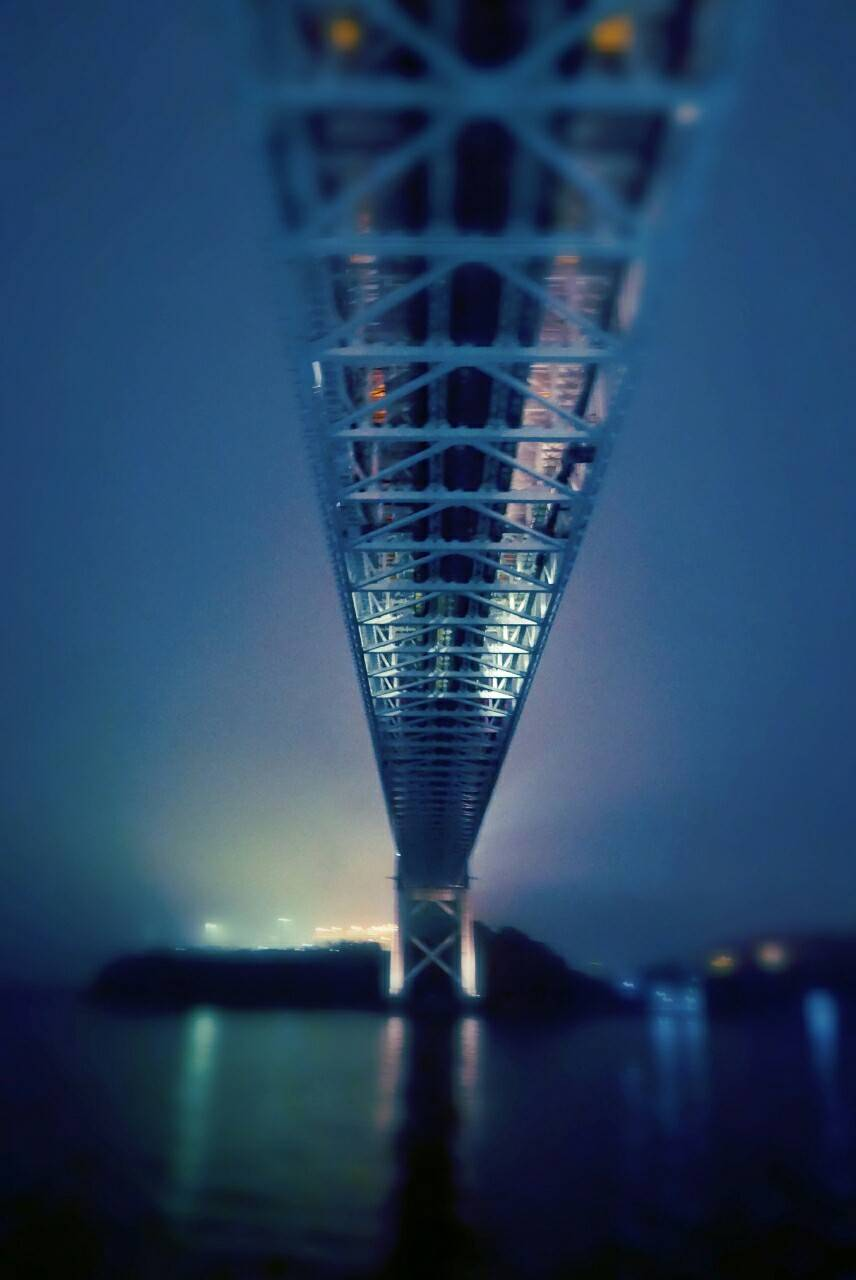
海上から見た本四備讃線（列車通過時）

## 運行形態
2025年3月現在、本四備讃線のみを走る列車は1本もなく、すべての定期列車が岡山駅から直通している。

### 旅客列車
本四連絡列車として以下の列車が運行されている（定期列車のみ掲げる）。
- 特急「しおかぜ」：岡山駅 - 伊予西条駅・松山駅間
- 特急「南風」：岡山駅 - 高知駅間
- 寝台特急「サンライズ瀬戸」：東京駅 - 高松駅間
- 快速「マリンライナー」：岡山駅 - 高松駅間

本四備讃線の終点は宇多津駅だが、高松方面と直通する快速「マリンライナー」や寝台特急「サンライズ瀬戸」は、宇多津駅構内にある短絡線（通過線）を通って坂出駅方面と行き来するため宇多津駅のホームは経由しないが、運賃は宇多津駅経由で計算される。2025年3月15日のダイヤ改正で特急「うずしお」は岡山駅 - 高松駅間の運行が廃止された。
このほか、岡山駅 - 児島駅間の普通も運転されている。岡山駅から予讃線観音寺駅、土讃線琴平駅に直通する普通列車も運転されていたが、2019年（平成31年）3月16日のダイヤ改正で廃止された。

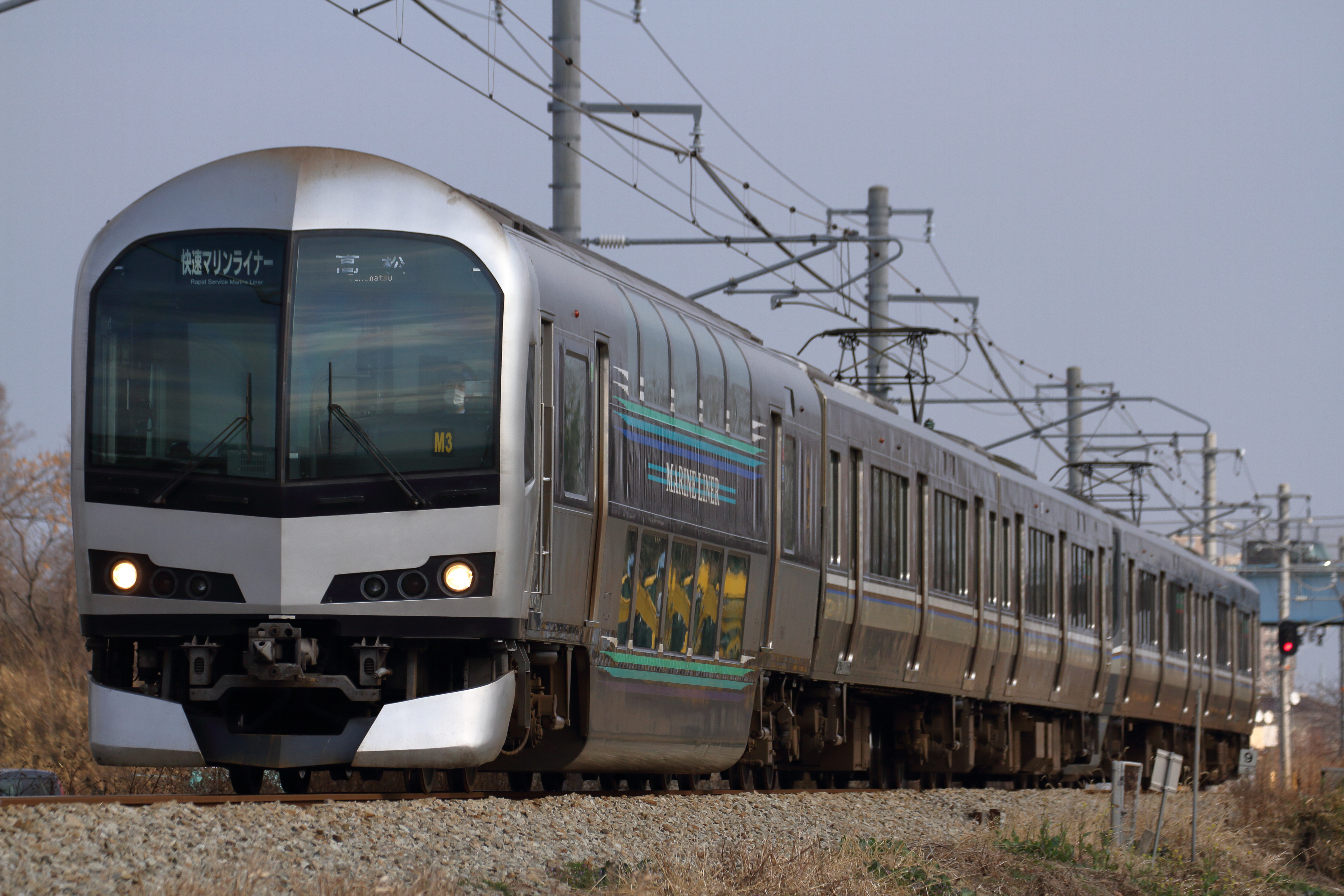
快速「マリンライナー」
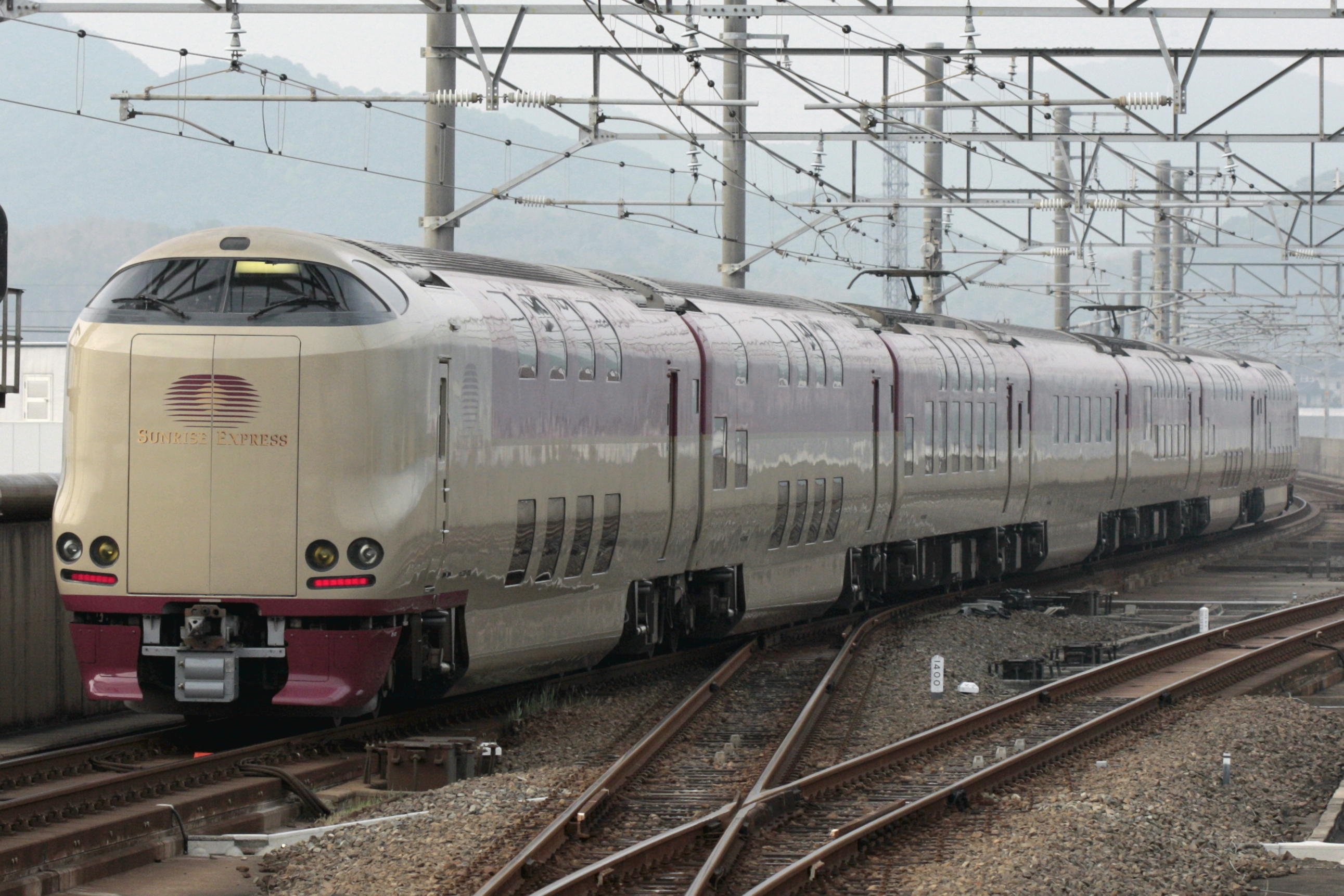
本四備讃線を走行する「サンライズ瀬戸」（2009年5月3日 茶屋町駅）

## 歴史
児島駅前で瀬戸大橋開通に先立ち、1988年（昭和63年）3月20日 - 8月31日に開催された「瀬戸大橋架橋記念博覧会」（瀬戸大橋博'88・岡山）の観客輸送のため、同駅以北を先行開業している。
- 1988年（昭和63年）
  - 3月20日：茶屋町駅 - 児島駅間暫定開業[1]（JR西日本が第一種鉄道事業者）。
  - 4月10日：児島駅 - 宇多津駅間[1]と坂出駅への短絡線が開業（JR四国が第一種鉄道事業者）。JR貨物が全線の第二種鉄道事業者となる。与島にて瀬戸大橋開通式を開催。
- 1989年（平成元年）7月22日：瀬戸大橋上での気動車特急の最高速度を95km/hから65km/hに減速[38]。
- 1991年（平成3年）11月21日：気動車特急のうち、2000系気動車のみ瀬戸大橋上での最高速度を95km/hに回復[39][40]。
- 2001年（平成11年）：瀬戸大橋鉄道部の債務償還4,900億円の返済が完了。
- 2007年（平成19年）9月1日：茶屋町駅 - 児島駅間が「ICOCA」の利用エリアになる[41][42]。
- 2014年（平成26年）3月1日：児島駅 - 宇多津駅間および坂出駅への短絡線が「ICOCA」の利用エリアになる。
- 2020年（令和2年）9月：駅ナンバー（駅番号）を瀬戸大橋線の宇野線区間を含む岡山駅 - 児島駅間の各駅に順次導入[注 2][43]。
- 2024年（令和6年）11月10日：高松駅発岡山駅行きマリンライナーが下津井瀬戸大橋で架線切断により午前7時35分頃に緊急停止。150人程度いた乗客は、複線に並行して停車させた救援列車へ約6時間後に移乗してもらい救出。瀬戸大橋上での架線切断は初めて[44]。
- 2025年（令和7年）3月15日：茶屋町駅 - 児島駅間の普通列車でワンマン運転を開始[45]。

## 国鉄再建に係る本四備讃線建設中止問題
第二次臨時行政調査会及び国鉄再建監理委員会は、国鉄に瀬戸大橋の鉄道部分の利用料を支払う能力が無いことを問題視し、当時検討されていた国鉄分割民営化の大きな障害となると考えていた。瀬戸大橋の鉄道部分の建設費4500億円に建設中の利息1500億円を加えた6000億円に対し、40年間に国鉄が支払うべき利用料は年間500億円（合計2兆円）に達するからである（当時の金利約8%による複利計算）。一方、国鉄の四国における当時の年間旅客収入は約360億円にすぎず、「鉄道計画の常識を逸脱した建設計画」を推進していたことになる。
1983年（昭和58年）7月21日付『日本経済新聞』は、国鉄再建監理委員会が本州四国連絡橋について「児島・坂出ルートの鉄道建設工事をとりやめるよう中曽根首相に提言する方針を固めた。8月初めに打ち出す「緊急提言」に盛り込む。」「借入金をこれ以上増やさない施策が最も重要と判断。設備投資の抑制に重点を置いており、本州連絡橋児島・坂出ルートの鉄道建設中止は緊急提言の目玉になる。」と報じた。これに対し、四国の政治家等が巻き返した結果、緊急提言に本四備讃線の建設中止は盛り込まれなかった。
瀬戸大橋は線路等の鉄道専用施設を含めて本州四国連絡橋公団（→日本高速道路保有・債務返済機構）の所有であるが、鉄道専用施設の建設費にかかる債務については日本国有鉄道清算事業団（→日本鉄道建設公団→鉄道建設・運輸施設整備支援機構）が承継しており、鉄道部分のうち鉄道専用施設以外の建設費は本州四国連絡橋公団が、鉄道専用施設の建設費は日本国有鉄道清算事業団が負担したことになる。協定によりJR四国が負担する利用料は鉄道部分の維持管理に必要な経費に対応する額のみとされたため、本州四国連絡橋公団・日本国有鉄道清算事業団は他の収入により建設費にかかる債務を償還する必要に迫られたが、いずれも見込み通りの収入を得ることができなかったことから償還が滞り、債務の一部を一般会計が承継している（詳細は各団体の記事を参照）。

## 駅一覧
- 停車駅
  - 普通…茶屋町駅 - 児島駅間で運行、各駅に停車
  - 快速「マリンライナー」 …●：全列車停車、▲：早朝・ラッシュ時・深夜に一部停車、｜：全列車通過、宇多津駅（‖印）：ホームは経由せず同駅構内の短絡線を経由。

| 会社                           | 会社     | 駅番号   | 駅名     | 営業キロ | 営業キロ                | マリンライナー         | 接続路線                                                     | 所在地 | 所在地 |
| 会社                           | 会社     | 駅番号   | 駅名     | 駅間     | 累計                    | マリンライナー         | 接続路線                                                     | 所在地 | 所在地 |
| ------------------------------ | -------- | -------- | -------- | -------- | ----------------------- | ---------------------- | ------------------------------------------------------------ | ------ | ------ |
| 西日本旅客鉄道                 |          | JR-M08   | 茶屋町駅 | -        | 0.0                     | ●                      | 西日本旅客鉄道： 宇野線（宇野みなと線：JR-L08・ 瀬戸大橋線） | 岡山県 | 倉敷市 |
| 西日本旅客鉄道                 | JR-M09   | 植松駅   | 2.9      | 2.9      | ▲                       |                        | 岡山市 南区                                                  | 岡山県 |        |
| 西日本旅客鉄道                 | JR-M10   | 木見駅   | 2.7      | 5.6      | ▲                       |                        | 倉敷市                                                       | 岡山県 |        |
| 西日本旅客鉄道                 | JR-M11   | 上の町駅 | 4.1      | 9.7      | ▲                       |                        | 倉敷市                                                       | 岡山県 |        |
| 西日本旅客鉄道                 | JR-M12   | 児島駅   | 3.2      | 12.9     | ●                       |                        | 倉敷市                                                       | 岡山県 |        |
| 四国旅客鉄道                   | JR-M12   | 児島駅   | 3.2      | 12.9     | ●                       |                        | 倉敷市                                                       | 岡山県 |        |
| （この間で瀬戸大橋を通過する） |          |          |          |          |                         |                        |                                                              |        |        |
| Y09                            | 宇多津駅 | 18.1     | 31.0     | ‖        | 四国旅客鉄道：●Y 予讃線 | 香川県 綾歌郡 宇多津町 | 香川県 綾歌郡 宇多津町                                       |        |        |

茶屋町駅と児島駅はJR西日本の直営駅、宇多津駅はJR四国の直営駅である。植松駅・木見駅・上の町駅の3駅は無人駅となっている。茶屋町駅・植松駅・木見駅・上の町駅の4駅は児島駅が管理している。